# Ian Ogilvy

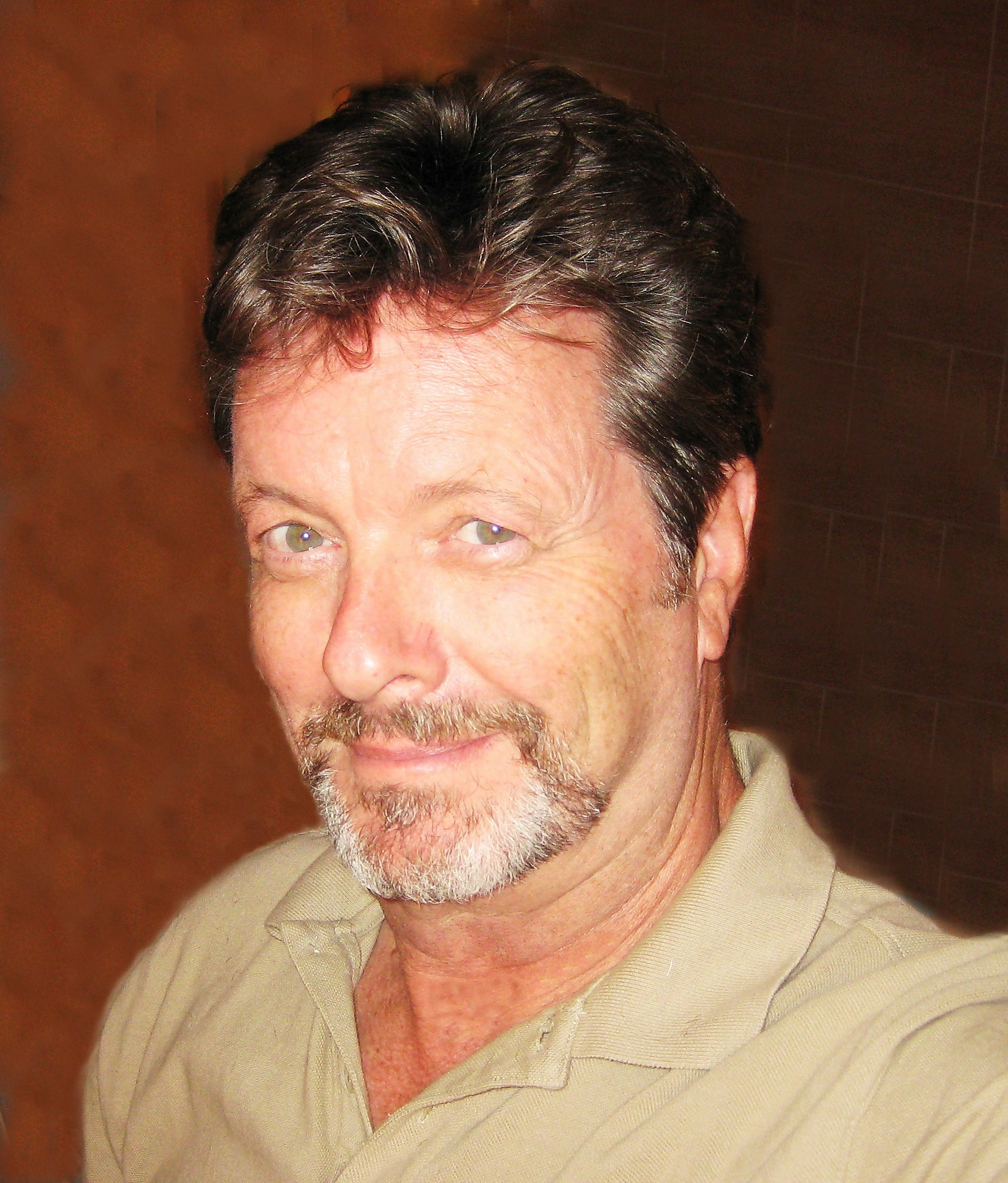
Ian Ogilvy (2007)

Ian Ogilvy (* 30. September 1943 in Woking, Surrey, Vereinigtes Königreich) ist ein britischer Schauspieler und Schriftsteller.

## Leben und Wirken
Ogilvy erhielt seine Ausbildung an der Royal Academy of Dramatic Art in London und gab sein Bühnendebüt im Jahr 1962. Seit 1966 wirkte er in unterschiedlichen Filmen mit und wechselte in den 1970er Jahren zum Fernsehen. 1978 war er als Simon Templar Nachfolger von Roger Moore in der Serie Return of the Saint. In den 1990er Jahren und 2009 in My Big Fat Greek Summer übernahm er in US-amerikanischen Produktionen wieder Filmrollen.
Ian Ogilvy ist Autor, der auch in Deutschland bei Ravensburger die Jugend-Buchreihe Miesel herausbrachte. Bisher erschienen sind „Miesel und der Kakerlakenzauber“, „Miesel und der Drachenhüter“, „Miesel und die Hexenverschwörung“, „Miesel und das Glibbermonster“ und „Miesel und die Gruselgrotte“.

## Filmografie (Auswahl)
- 1967: Der Fremde im Haus (Stranger in the House)
- 1967: Im Banne des Dr. Monserrat (The Sorcerers)
- 1967: Der Tag, an dem die Fische kamen (The Day the Fish Came Out)
- 1968: Der Hexenjäger (Witchfinder General)
- 1968: Mit Schirm, Charme und Melone (The Avengers) (Fernsehserie, 1 Folge)
- 1970: Die schmutzigen Helden von Yucca (The Invincible Six)
- 1970: Waterloo
- 1970: Sturmhöhe (Wuthering Heights)
- 1972: Das Haus am Eaton Place (Upstairs, Downstairs) (Fernsehserie, 6 Folgen)
- 1973: Embryo des Bösen (And Now the Screaming Starts!)
- 1973: Bitte keinen Sex, wir sind Briten (No Sex Please: We're British)
- 1974: Die Tür ins Jenseits (From Beyond the Grave)
- 1976: Ich, Claudius, Kaiser und Gott (I, Claudius) (Fernsehserie, 2 Folgen)
- 1978–1979: Simon Templar – Ein Gentleman mit Heiligenschein (Return of the Saint) (Fernsehserie, 24 Folgen)
- 1984–1996: Mord ist ihr Hobby (Murder, She Wrote) (Fernsehserie, 5 Folgen)
- 1992: Der Tod steht ihr gut (Death Becomes Her)
- 1995–1999: Diagnose: Mord (Diagnosis: Murder) (Fernsehserie, 4 Folgen)
- 1996: Malibu Beach (Malibu Shores) (Fernsehserie, 10 Folgen)
- 1999: Wie Du mir, so ich Dir (Horse Sense)
- 1999: Fugitive Mind – Der Weg ins Jenseits (Fugitive Mind)
- 2009: My Big Fat Greek Summer (My Life in Ruins)
- 2009: Agatha Christie’s Marple (Fernsehserie, 1 Folge)
- 2014: We Still Kill the Old Way
- 2022: Renegades